# Caridina neglecta
Caridina neglecta е вид десетоного от семейство Atyidae. Видът не е застрашен от изчезване.

## Разпространение и местообитание
Разпространен е в Индонезия (Малки Зондски острови и Сулавеси) и Филипини.
Обитава сладководни басейни и реки.